# Melaleuca stipitata
Melaleuca stipitata är en myrtenväxtart som beskrevs av Lyndley Alan Craven. Melaleuca stipitata ingår i släktet Melaleuca och familjen myrtenväxter. Inga underarter finns listade i Catalogue of Life.